# Skevhet

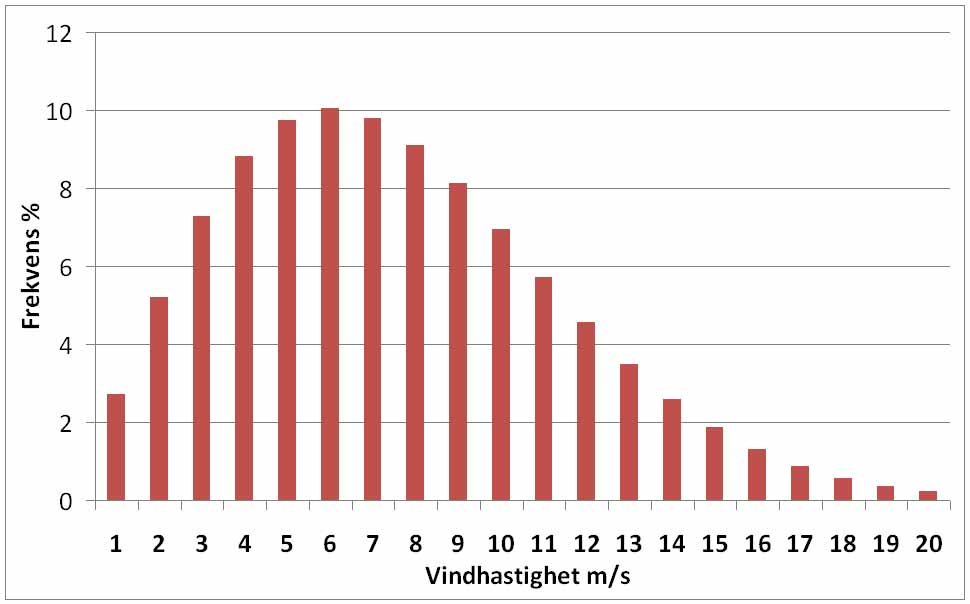
Histogrammet illustrerar frekvensfördelningen för vindhastighet. Fördelningen är skev åt höger, och har således en positiv skevhet.

En fördelning med negativ skevhet och en med positiv skevhet.

Skevhet (engelska: skewness) är ett statistiskt mått på hur asymmetrisk en sannolikhetsfördelning av en stokastisk variabel är. En fördelning som har en lång svans åt vänster sägs ha en negativ skevhet, eller vara skev åt vänster. Om fördelningen istället har en svans åt höger så är skevheten positiv - fördelningen sägs vara skev åt höger. En normalfördelning är helt symmetrisk kring medelvärdet och har därför skevheten 0.
Många statistiska tester förutsätter att materialet som undersöks är symmetriskt fördelat. Om sådana tester utförs på en variabel med skev fördelning kan resultatet därför bli missvisande.